# Koninklijke Leidsche Studenten Vereeniging tot Vrijwillige Oefening in den Wapenhandel 'Pro Patria'

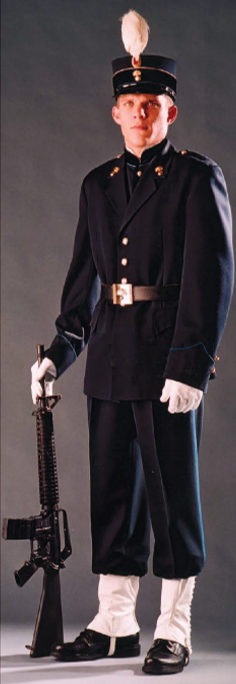
Het Ceremoniële Tenue van de Koninklijke Leidsche Studenten Vereeniging tot Vrijwillige Oefening in den Wapenhandel 'Pro Patria'.

De Koninklijke Leidsche Studenten Vereeniging tot Vrijwillige Oefening in den Wapenhandel "Pro Patria" (ook wel K.L.S.V.t.V.O.i.d.W. "Pro Patria" of Pro Patria) is een Nederlandse studentenweerbaarheid die onderdeel uitmaakt van L.S.V. Minerva. Het moederregiment van Pro Patria is het Garderegiment Grenadiers en Jagers (stamregiment Grenadiers).

## Geschiedenis
Hoewel studenten uit Leiden al eerder de wapens opnamen, zoals de Leidsche Vrijwillige Jagers tijdens de Belgische Opstand in 1830 (een plaquette in de Pieterskerk herinnert aan Lodewijk Justinus Wilhelmus Beeckman, die hierbij het leven liet), werd Pro Patria pas in 1866 opgericht. Deze oprichting paste in de tijdgeest. In Nederland voelde men de Pruisische dreiging vanuit het oosten, waardoor er in heel Nederland verschillende milities werden opgericht. Daarnaast waren de corporale verenigingen bolwerken van liberalen. Waar bij de oudere generatie liberalen nog de nadruk lag op rationalisme, speelden kracht en idealen voor de nieuwe generatie een grotere rol. De behoefte om zich vrijwillig en praktisch in kunnen zetten voor de gemeenschap vloeide hieruit voort.

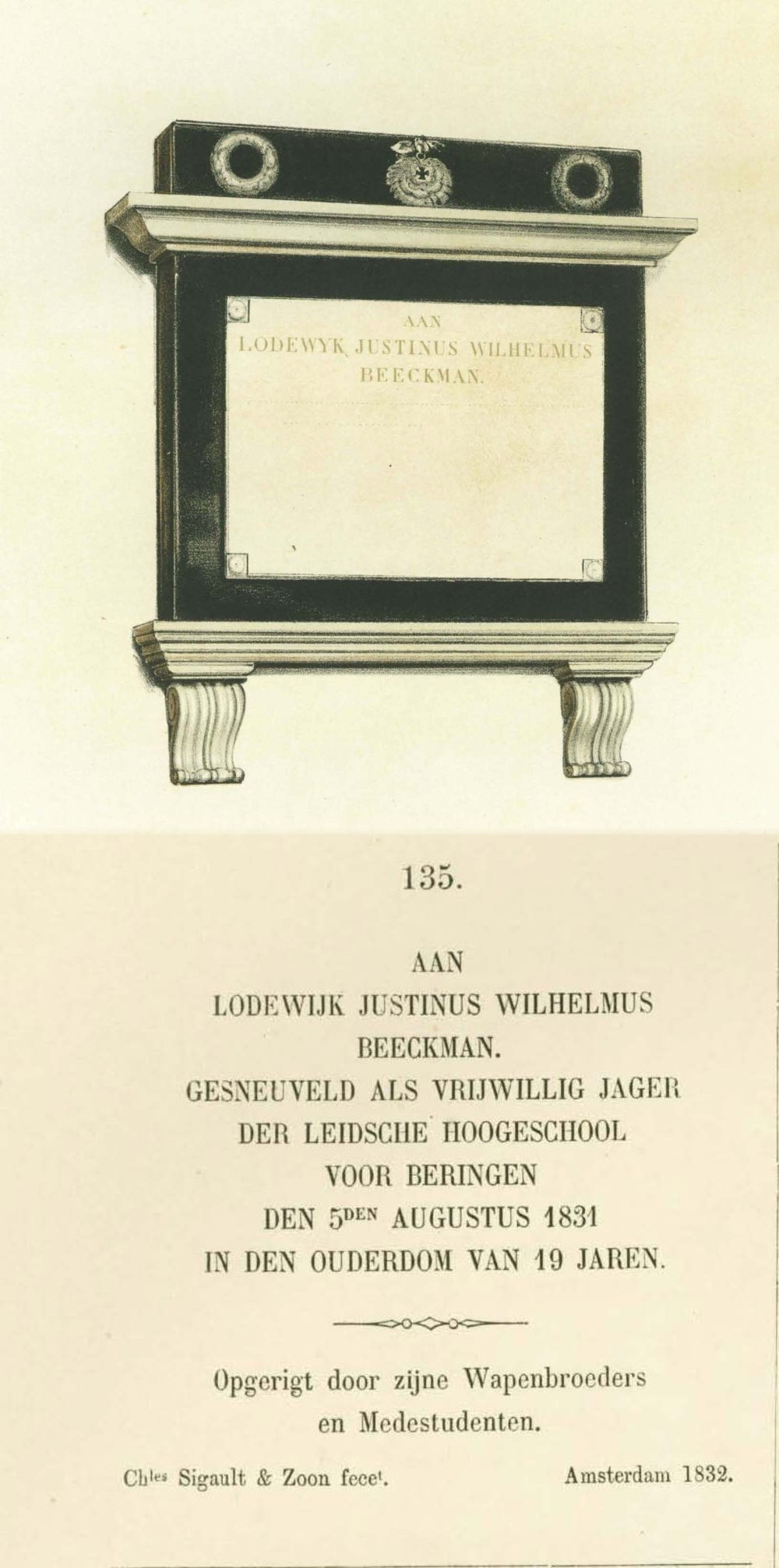
Monument voor L.J.W. Beeckman, 1832

Veel geoefend in de omgang met wapens werd er in de begindagen niet. Vanuit het corps kwam er geen financiële steun voor het vergaren van middelen, en de eerste jaren hadden de leden van de nieuwe vereniging ook niet de beschikking over een schietbaan.
De vereniging nam zich voor om de Leidsche militaire inzet van studenten meer continuïteit te verschaffen en de tradities van de Leidsche Vrijwillige Jagers voort te zetten. Tijdens de voorlaatste reünie van de Leidsche Vrijwillige Jagers in 1871 werd Pro Patria officieel gemachtigd het vaandel van de Vrijwillige Jagers te voeren, nadat het bij deze gelegenheid door de oud-commandant ceremonieel was overgedragen. Hiermee werd nog eens bevestigd dat Pro Patria werd geacht een voortzetting van de Leidsche Vrijwillige Jagers te zijn.
Op 10 mei 1946 ontving Sir Winson Churchill een eredoctoraat in Leiden uit handen van prof. Cleveringa. Een erewacht van Pro Patria stond, met oud-verzetsman en Ridder Militaire Willems-Orde, Pierre Louis d'Aulnis de Bourouill als commandant, opgesteld bij de Academie. Bij de inhuldiging van Koningin Juliana in 1948 trad Louis d'Aulnis wederom op als commandant van het Pro Patria-detachement. Tot vermaak van de Pro Patrialeden dienden ook de hoogste militairen voor de Willemsorde van hun commandant te salueren.
Bij de brand van Sociëteit Minerva op 3 december 1959 ging het merendeel van de uniformen verloren. Dankzij de Leidsche Vereniging van Industriëlen kwam Pro Patria in het bezit van 80 nieuwe uniformen. Tijdens een plechtige bijeenkomst bij molen De Valk werden de uniformen op 11 juni 1960 door de voorzitter van de Leidsche Industriëlen aan Pro Patria overgedragen.
Prins Bernhard was beschermheer van Pro Patria. Jaarlijks ontving hij het bestuur, tezamen met de besturen van de overige corporale weerbaarheden. Na het overlijden van prins Bernhard is de Inspecteur-generaal der Krijgsmacht de beschermheer geworden van Pro Patria.
Aan het begin van de 21ste eeuw is Pro Patria nog steeds een actieve vereniging en nam met de andere studentenweerbaarheden deel aan de erewachten tijdens Prinsjesdag, het huwelijk van kroonprins Willem Alexander en Máxima Zorreguieta en bij de begrafenissen van Koningin Juliana, prins Claus en prins Bernhard. 
Sinds 1999 kent Pro Patria ook vrouwelijke leden, al werden pas begin 2004 de statuten hiervoor aangepast. In datzelfde jaar trad ook het eerste 'gemengde' bestuur aan. Zij werd daarmee de eerste corporale studentenweerbaarheid met vrouwelijke bestuursleden. Op 4 mei 2011 deed Pro Patria voor het eerst ceremonieel mee aan de Nationale Dodenherdenking op de Waalsdorpervlakte.

## Activiteiten
Naast het beoefenen van de schietsport neemt Pro Patria deel aan legermanoeuvres, brengt het bezoeken aan verschillende defensieonderdelen, loopt een delegatie de Vierdaagse en levert het een bijdrage aan de erewacht op het Binnenhof tijdens Prinsjesdag. Pro Patria doet tevens mee aan Veteranendag als ceremoniële wacht. Ook bij de trouw en rouw van leden van het Koninklijk Huis verricht Pro Patria ceremoniële taken, evenals bij bezoeken van de vorst aan de Leidse Academie. Daarnaast belegt Pro Patria discussieavonden over internationale veiligheidsvraagstukken. Verder is Pro Patria ook een gezelligheidsvereniging en onderscheidt zich door de aanwezigheid en betrokkenheid van veel jonge en oude reünisten.

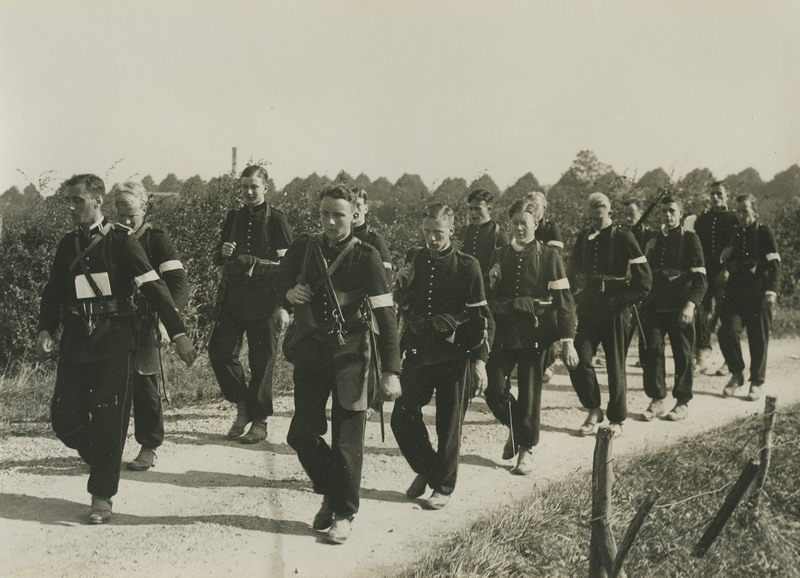
Leden van Pro Patria tijdens de Nijmeegse Vierdaagse van 1931.

Het Garderegiment Grenadiers en Jagers, meer specifiek het stamregiment Grenadiers, is het moederregiment van Pro Patria. Evenals de Garde Grenadiers voeren de leden van Pro Patria als embleem de springende granaat op hun uniform.

Erewacht van Pro Patria te Leiden.

Jaarlijks, tijdens de dies van Pro Patria, herdenkt Pro Patria haar verbondenheid met de Vrijwillige Jagers, en de tijdens de Tiendaagse veldtocht omgekomen Leidse student L.J.W. Beeckman.

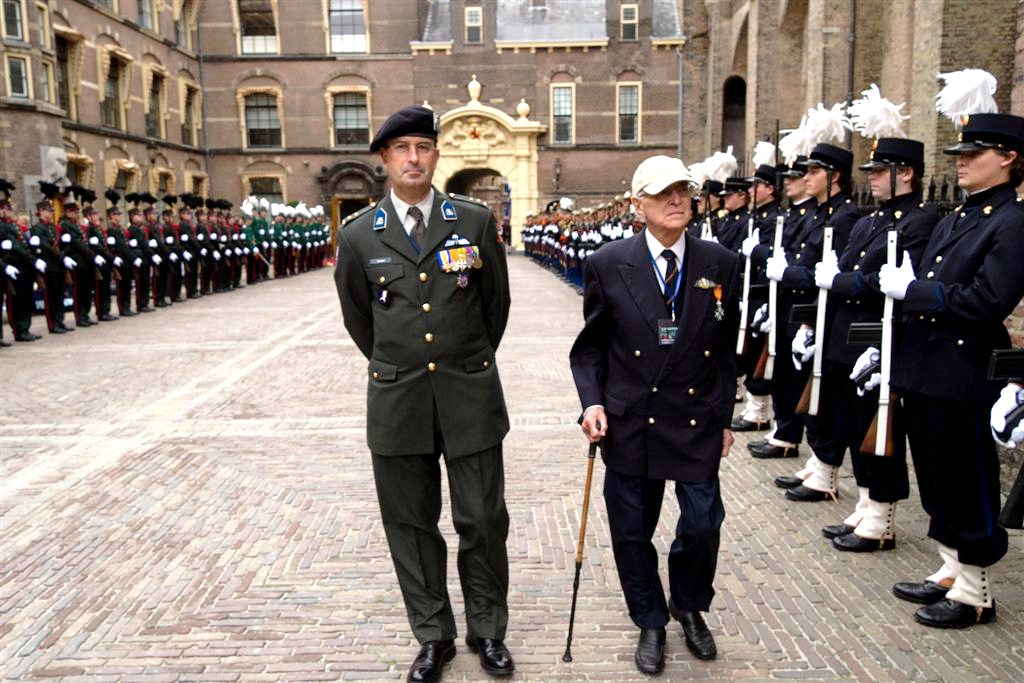
P.L. baron d'Aulnis de Bourouill RMWO inspecteert Pro Patria op het Binnenhof tijdens Prinsjesdag 2011.

## Bekende oud-leden
- Pierre Louis d'Aulnis de Bourouill (Engelandvaarder, verzetsstrijder, Ridder MWO)
- Hans van Baalen (politicus)
- Pieter Cort van der Linden (politicus)
- Joris Demmink (topambtenaar)
- Pim van Doorn (Engelandvaarder)
- Molly Geertsema (politicus)
- Hans Gualthérie van Weezel (diplomaat en politicus)
- Oscar Hammerstein (advocaat)
- Everardus Wittert van Hoogland (politicus)
- Chris van der Klaauw (politicus en diplomaat)
- Frits Korthals Altes (politicus)
- Kees van Lede (functionaris)
- Florus Wijsenbeek (jurist en politicus)
- Michiel Zonnevylle (politicus)